# Xã New Hope, Quận Izard, Arkansas
Xã New Hope (tiếng Anh: New Hope Township) là một xã thuộc quận Izard, tiểu bang Arkansas, Hoa Kỳ. Năm 2010, dân số của xã này là 956 người.